# Parti nationaliste (1958-1959)
Ne doit pas être confondu avec Parti nationaliste (Troisième République) ou Parti nationaliste français.
Pour les articles homonymes, voir Parti nationaliste.
Le Parti nationaliste est un parti d'extrême droite français créé le 7 octobre 1958 par une équipe comprenant Pierre Sidos, Dominique Venner, Jean Malardier, respectivement président, secrétaire général et trésorier du mouvement, Ferdinand Ferrand, Albert Malbrun, etc., à la suite de la dissolution de Jeune Nation le 15 mai 1958, par un décret du gouvernement Pflimlin. Reprenant la croix celtique, symbole des mouvements néofascistes d'après-guerre, il s'appuie sur des sections locales : Marseille, autour du général Marcel Rime-Bruneau ; Toulouse, autour de François Duprat ; Lyon, autour de René Laurencin. Jean-Charles Marchiani, un futur proche de Charles Pasqua, en fit aussi partie avant de rejoindre le Service de documentation extérieure et de contre-espionnage.
Après de violentes manifestations à Alger à l'occasion de la venue du Premier ministre Michel Debré, du ministre des Armées et de l'Intérieur, le Parti nationaliste est dissous par un décret du gouvernement Debré le 13 février 1959. Toutefois, son bulletin Jeune Nation put continuer à paraître. Par ailleurs, des résurgences plus ou moins bien dissimulées virent le jour : Pensée nationaliste, Action nationaliste ou encore Les Amis de Jeune Nation.

## Congrès
Le Parti nationaliste tient son congrès constitutif aux Sociétés savantes les 6, 7 et 8 février 1959, meeting réunissant quelque 2 000 militants nationalistes. Au cours de celui-ci est ratifié un programme dont les objectifs avaient été publiés deux mois auparavant dans Jeune Nation :
- « Renverser la République, c'est-à-dire le système actuel, pour instaurer l'État nationaliste » ;
- « Suppression des pratiques électorales : responsables et dirigeants choisis pour leurs compétences » ;
- « Élimination des partis, synonymes de divisions » ;
- « Éviction des métèques des postes politiques et économiques, c'est-à-dire des individus qui ne veulent pas se fondre dans l'ethnie française ; ils doivent avoir le statut d'étrangers » ;
- « Châtiment des coupables, responsables des morts inutiles depuis 1940 et de l'abandon des terres de l'Empire » ;
- « Sauvegarde du patrimoine national ; défense du sol de la nation, des terres conquises et reconquête politique ou militaire de territoires perdus » ;
- « Refonte de l'armée (...) ; lui donner les moyens de remplir sa mission guerrière et d'éducation de la jeunesse ; promotion de la valeur ; elle devra avoir, de par sa tradition et sa fonction, la place la plus haute dans la Nation » ;
- « Un logement pour chaque Français (...) » ;
- « Appropriation des entreprises — c'est-à-dire reconnaissance des droits du travail dans le capital et les bénéfices — mais non par les nationalisations qui ne sont qu'un collectivisme au profit de l'État » ;
- « Instauration d'un syndicalisme corporatif — organisation des professions dans l'économie de la nation et représentation du monde du travail auprès des pouvoirs politiques » ;
- « Élimination du capitalisme apatride et des revenus sans travail (intermédiaires) — le capital, de but du travail, doit en devenir un moyen » ;
- « Instauration de l'État nationaliste en unissant et organisant en un même faisceau les activités et les forces de la nation ; cet État nouveau sera autoritaire et hiérarchisé » ;
- « Construction de l'Europe fondée sur la communauté de civilisation et de destin de la race blanche, « de Narvik au Cap et de Brest à Bucarest », s'opposant aux matérialismes soviétique et américain comme à la montée des peuples de couleur ».